# Золота коса
Антипремія «Золота коса» — це громадська кампанія з моніторингу діяльності представників влади щодо обстоювання комерційних інтересів тютюнових та алкогольних корпорацій всупереч інтересам громадян, передусім, громадського здоров'я. Мета антирейтингу — висвітлення ганебної практики лобіювання інтересів «індустрії смерті» під прикриттям депутатських мандатів та державних посад. Ініціатори антипремії «Золота коса» — Бюро журналістських розслідувань «Свідомо» та Центр громадянського представництва «Життя». 

Лауреати антипремії, відповідно до визначеного експертами рейтингу, що посіли перші три місця отримують «Золоту», «Срібну» та «Бронзову» коси, інші лобісти отримують звичайні коси. Спеціальний приз «Золоте гальмо» дістається представнику виконавчої влади. 

Коса — символ того, як лобісти алкоголю і тютюну косять здоров'я нації, результатом чого є доступність алкогольних та тютюнових виробів, недобросовісна реклама та продаж алкоголю і тютюну на кожному кроці. А це у свою чергу, призводить до раннього алкоголізму та куріння, негативно впливає на здоров'я молоді та стає причиною невиправданих смертей сотень тисяч українців. З іншого боку, брак коштів в бюджеті на профілактичні заходи на фоні надприбутків алкогольної і тютюнової індустрії.

## Лауреати

### Антипремія «Золота коса 2023»
29 березня ГО «Життя» у партнерстві з ГО «Антикорупційний штаб» та ГО «Центр демократії та верховенства права» оголосили народних депутатів-переможців антипремії «Золота коса» та представників уряду, нагороджених «Золотим гальмом», за дії в корпоративних інтересах тютюнової індустрії.
Переможцями премії «Золота коса - 2023» стали народні депутати:
- Ніна Южаніна — нагороджена Золотою косою
- Мар’ян Заблоцький — отримав Срібну косу
- Галина Янченко — здобула Бронзову косу

До топ-5 призерів також увійшли Арахамія Давид Георгійович (4 місце), 5 місце розділили на двох Мотовиловець Андрій Вікторович та Санченко Олександр Володимирович.
Основні факти про переможців антипремії «Золота коса-2023»
Ніна Южаніна — переможниця «Золотої коси — 2023». Членкиня Комітету ВРУ з питань фінансів, податкової та митної політики, ініціаторка поправок № 18  та № 38 до законопроєкту № 9315 «Про внесення змін до Митного кодексу України та інших законів України щодо протидії незаконному обігу тютюнових виробів», які мали на меті створити прогалину для продовження торгівлі тютюновими виробами та алкоголем у магазинах «duty-free». Впровадження таких правок означало б продовження використання схеми торгівлі нелегальними тютюновими виробами, виготовленими для магазинів «duty-free». Утрималася щодо поправки № 174 до проєкту Закону №9206 «Про рекламу» щодо заборони демонстрації тютюнових та нікотинових виробів у місцях торгівлі, що дозволило тютюновим компаніям лишити основний канал приваблення дітей та молоді до куріння та відтягнути імплементацію міжнародних зобов’язань, передбачених РКБТ ВООЗ.
Мар'ян Заблоцький — володар «Срібної коси», який вже третій рік поспіль стає призером антипремії. Голова підкомітету з питань місцевих податків і зборів Комітету ВРУ з питань фінансів, податкової та митної політики, ініціатор відхилення поправки № 174 до законопроєкту № 9206, яка передбачала заборону видимого розміщення тютюнових виробів та електронних пристроїв для куріння у місцях роздрібної торгівлі та спрямована на виконання міжнародних зобов’язань, передбачених РКБТ ВООЗ. Автор альтернативного проєкту Закону № 9227-1 до основного проєкту Закону «Про внесення змін до Закону України "Про заходи щодо попередження та зменшення вживання тютюнових виробів і їх шкідливого впливу на здоров'я населення"». В своєму законопроєкті М. Заблоцький пропонував надати перехідний період терміном 36 місяців на заборону тютюнових виробів з характерним запахом та смаком. Така тактика часто використовується для затягування розгляду основного законопроєкту, який пропонував повну заборону ароматизованих сигарет та суперечив інтересам тютюнової індустрії.
Галина Янченко — володарка «Бронзової коси». Голова Тимчасової спеціальної комісії ВРУ з питань захисту прав інвесторів, членкиня Комітету з питань економічного розвитку. Не голосувала за поправку № 174 до законопроєкту № 9206, яка передбачала заборону видимого розміщення тютюнових виробів та електронних пристроїв для куріння у місцях торгівлі та спрямована на виконання міжнародних зобов’язань, передбачених РКБТ ВООЗ. Незважаючи на звернення громадськості та заклик бойкотувати участь, представляла Україну на міжнародній конференції «BALKAN AND BLACK SEA PERSPECTIVES 2023», організованій «The NATO Defense College Foundation» у партнерстві з тютюновою компанією «Phillip Morris Italy», яка є частиною транснаціональної тютюнової компанії «Philip Morris International». PMI є визнаним НАЗК міжнародним спонсором війни проти України. Участь міжнародного спонсора війни у безпековій конференції дискредитує зусилля України у протидії фінансування росії. 
Мельниченко Олександр та Цівкач Сергій — власники «Золотого гальма» — нинішній та колишній (2020 - грудень 2023) директори державної установи «Офіс із залучення та підтримки інвестицій». У червні 2023 року державна установа «Офіс із залучення та підтримки інвестицій» (Юкрейнінвест) повідомила про сприяння компанії Philip Morris International для розвитку виробництва та продажу українцям своєї наркотичної продукції. Після того, як ГО «Життя» подала заяву до Кабінету міністрів та РНБО про неприпустимість такого сприяння, усі згадки про співпрацю з PMI на сайті держустанови зникли. Також Юкрейнінвест висловила пропозицію відхилити проєкт Закону про заборону видимого розміщення тютюнових та нікотинових виробів у місцях торгівлі, поданий Держпродспоживслужбою на громадське обговорення. Тим самим «Юкрейнінвест» протидіє виконанню Україною міжнародних зобов’язань, передбачених РКБТ ВООЗ, та захисту молоді від приваблення до куріння, що співпадає з інтересами тютюнової індустрії. 
Журі антипремії «Золота коса 2023»:
- Дмитро Купира, виконавчий директор ГО «Життя»;
- Олеся Холопік, директорка ГО «Центр демократії та верховенства права»;
- Сергій Миткалик, виконавчий директор ГО «Антикорупційний штаб»;
- Марія Землянська — журналістка-розслідувачка.

### Антипремія «Золота коса 2022»
9 грудня 2022 року в Міжнародний день боротьби з корупцією ГО «Життя» у партнерстві з ГО «Антикорупційний штаб» оголосили народних депутатів-переможців антипремії «Золота коса» та представників уряду, нагороджених «Золотим гальмом», за дії в корпоративних інтересах тютюнової індустрії.
Мар’ян Заблоцький — переможець «Золотої коси», який вже вдруге поспіль отримав першу премію. Голова підкомітету з питань місцевих податків і зборів Комітету ВРУ з питань фінансів, податкової та митної політики та співавтор кількох альтернативних законопроєктів, які мали на меті затягнути або анулювати досягнення політики контролю над тютюном. Зокрема, законопроєкт №4358-1, який зберігав рекламу, спонсорство та продаж неповнолітнім електронних пристроїв для куріння; законопроєкт №4358-5, який запроваджував можливість відведення 50% від площі закладу ресторанного господарства для куріння е-сигарет та пристроїв IQOS, glo; законопроєкт №3044а, який знижував ставку акцизного податку на сигарети для нагрівання.
Євген Петруняк — володар «Срібної коси», який також отримує цю нагороду вже вдруге. Член Комітету ВРУ з питань фінансів, податкової та митної політики та співавтор законопроєктів, створених напротивагу основному комплексному антитютюновому законопроєкту №4358. Долучився до створення вже зазначених  законопроєктів №4358-1 та №4358-5, а також мав намір додати правку №289 до законопроєкту №4358, яка відновлювала куріння тютюнових виробів у приміщеннях закладів ресторанного господарства, що вже заборонено чинним законодавством. Окрім цього, підтримував законопроєкт №4278, яким знижували акциз на сигарети для нагрівання на 30% з 1 квітня 2021 року, а також ініціював законопроєкт № 4101-2, який мав відтермінувати запровадження акцизів на ТВЕН та сигарили на рівні з сигаретами з 1.01.2021 року до 1.01.2022 року. Оцінювальні втрати держбюджету у разі відтермінування підвищення вказаного акцизу становлять понад 5 млрд грн за рік.
Ігор Фріс — бронзовий призер премії. Член Комітету ВРУ з питань правової політики та ініціатор поправки №20 до законопроєкту №5616, яка повертала куріння у приміщення закладів ресторанного господарства, готелів та до інших громадських і робочих місць. Така правка порушувала Регламент Верховної Ради, адже законопроєкт не мав жодного відношення до антитютюнового законодавства.
Ольга Піщанська — переможниця у номінації «Золоте гальмо». Голова Антимонопольного комітету України, яка «закрила очі» на штрафування тютюнових фабрик та схвалювала повернення сплачених до держбюджету штрафів до кишень тютюнової індустрії. Так, у 2020 році Антимонопольний комітет за рішеннями судів мав повернути 2,64 млрд грн з 2,86 млрд грн, які різні тютюнові компанії заплатили в держбюджет, як штрафи за порушення конкуренційного законодавства.
До журі антипремії «Золота коса 2022» увійшли: 
Дмитро Купира — виконавчий директор ГО «Життя»; 
Євген Плінський — журналіст-розслідувач, телеведучий;
Михайло Жернаков — голова правління Фундації DEJURE; 
Наталія Соколенко — журналістка, радіоведуча; 
Олеся Холопік — директорка Центру демократії та верховенства права; 
Ольга Лимар — виконавча директорка Коаліції Реанімаційний Пакет Реформ; 
Сергій Миткалик — голова правління ГО «Антикорупційний штаб».

### Антипремія «Золота коса 2020»
16 грудня 2020 року відбулась церемонія нагородження народних депутатів антипремією «Золота коса» та представників Уряду «Золоте гальмо», яку вручили громадські організації «Життя», «Антикорупційний штаб» та партнери.  [Архівовано 6 грудня 2021 у Wayback Machine.]
Оголошення переможців антипремії “Золота коса” 2020 відбулося на площі Конституції біля стін Верховної Ради України. Образ смерті з косою нагороджував переможців врученням коси.  За відстоювання комерційних інтересів тютюнової індустрії  всупереч інтересам громадського здоров’я народний депутат України Мар’ян Заблоцький отримав Золоту косу, Євген Петруняк Срібну косу та Олексій Ковальов Бронзову косу. Світлана Панаіотіді –  заступниця Міністра розвитку економіки, торгівлі та сільського господарства України отримала спеціальний приз антипремії – «Золоте гальмо», який присуджується представникові виконавчої влади. Попри запрошення, жоден переможець не прийшов отримати “почесну” нагороду за визнання найбільшими борцями за інтереси тютюнової індустрії в Україні.
Мар’ян Заблоцький  – переможець Золотої коси 2020 як член Комітету Верховної Ради з питань фінансів, податкової та митної політики ініціював законопроєкт № 4101-2 від 01.10.2020 р., норми якого відтерміновують запровадження акцизів на ТВЕН та сигарили на рівні з сигаретами з 1.01.2021 року до 1.01.2022 року. Оціночні втрати Держбюджету у разі відтермінування підвищення вказаного акцизу становлять понад 4 млрд грн за рік. В інтересах тютюнової індустрії для блокування та відстрочення розгляду комплексного антитютюнового законопроєкту зареєстрував альтернативний законопроєкт №2813-2.
Євген Петруняк – срібний призер Золотої коси 2020,представник Комітету Верховної Ради з питань фінансів, податкової та митної політики. Ініціював правку в законопроєкти №1210, 1209, яка відстрочила на 6 місяців (до 01.01.2021) запровадження податку на рідини до електронних сигарет, прирівняння податку на сигарили та ТВЕН (сигарети для пристроїв IQOS, glo) до рівня сигарет. За оцінками міністра фінансів Держбюджет недоотримав внаслідок відстрочення 1,5 млрд грн. Євген Петруняк є співавтором (разом з Мар’яном Заблоцьким) законопроєкту №2813-2 для блокування розгляду комплексного антитютюнового законопроєкту, який забороняє в Україні рекламу та продаж неповнолітнім пристроїв для куріння тютюнових виробів IQOS та glo. Дозволяє куріння тютюнових виробів для електричного нагрівання (ТВЕН)  – пристроїв IQOS, glo в громадських місцях (школи, лікарні, дитячі садочки, університети, дитячі майданчики, громадський транспорт та інші місця спільного використання) та зберігає рекламну викладку тютюнових виробів, е-сигарет, ТВЕН, пристроїв IQOS, glo у місцях продажу (магазини, кіоски, супермаркети).
Олексій Ковальов – бронзовий переможець Золотої коси 2020, автор низки законопроєктів, що стосуються виробництва та реалізації тютюнових виробів, що вказує на представництво депутатом інтересів учасників тютюнового ринку. Помічницею депутата Ковальова є Валентина Хоменко – Генеральний директор Української асоціації виробників тютюнових виробів “Укртютюн” (засновники – транснаціональні тютюнові корпорації), що підтверджує представництво депутатом інтересів учасників тютюнового ринку.
Світлана Панаіотіді – заступниця Міністра розвитку економіки, торгівлі та сільського господарства України. Переможниця у номінації «Золоте гальмо». С. Панаіотіді організувала рішення Кабінету Міністрів України про створення Національного оператора дистрибуції тютюнових виробів, що фактично легалізує на нормативно-правовому рівні монополію дистрибуції тютюнових виробів ТОВ “Тедіс Україна”.
Це рішення легалізує картельну змову між монопольним дистриб’ютором та тютюновими корпораціями.  До цього АМКУ наклав штраф у розмірі 6,5 млрд грн на ТОВ “Тедіс Україна” та тютюнові корпорації за зловживання на ринку.
Експертне журі антипремії «Золота коса 2020»
- Лілія Олефір – виконавча директорка ГО «Життя»;
- Олеся Холопік – директорка Центру демократії та верховенства права;
- Сергій Миткалик – виконавчий директор ГО «Антикорупційний штаб»;
- Анна Миронюк – журналістка видання Kyiv Post;
- Денис Денисенко – Виконавчий директор Коаліції РПР.

### Антипремія «Золота коса 2019»
7 червня 2019 р. відбулась церемонія нагородження народних обранців антипремією «Золота коса» за лобіювання інтересів тютюнової індустрії. Подія відбулась у форматі перформансу: червоним хідником крокувала смерть і під музику підносила коси до портретів переможців. А експерти з контролю над тютюном та боротьби з корупцією оголошували про «заслуги» тютюнових лобістів. 
За оцінками експертів «Золоту» косу отримала Ніна Южаніна, народний депутат, голова Комітету ВРУ з питань податкової та митної політики, «Срібна» коса дісталась народному депутату Михайлу Кобцеву, а «Бронзова» - нардепу Геннадію Кривошеї. «Золоте гальмо» вручили прем’єр-міністру Володимиру Гройсману.
Ніна Южаніна – найяскравіше серед усіх депутатів просувала інтереси тютюнової індустрії. Саме голова податкового комітету доклала максимум зусиль, щоб парламент так і не прийняв антитютюнові законопроєкти №2820 та №4030а, які повністю відповідають міжнародним стандартам захисту від тютюну та підтримані МОЗ і ВООЗ. Під час розгляду законопроєкту №4030а у першому читанні Ніна Петрівна відкрито виступила проти цього законопроєкту, який мав на меті захистити дітей від реклами сигарет у магазинах та розширити перелік громадських місць, вільних від тютюну. Також Н. Южаніна прославилась тим, що постійно відстоювала нижчі ставки акцизів на тютюн. Хоча саме високі акцизи є запорукою збільшення надходжень до бюджету та зменшення споживання тютюну.Михайло Кобцев – ще один представник податкового комітету, який не лише протидіяв посиленню антитютюнового законодавства, але й має прямі сімейні зв’язки з представниками тютюнового бізнесу. Донька, Євгенія Кобцева, працювала у тютюновій компанії ТОВ "ФІЛІП МОРРІС СЕЙЛЗ ЕНД ДИСТРИБ'ЮШН". Нардеп Кобцев також виявляв інтерес до технічного завдання представника від України на черговій конференції сторін Рамкової Конвенції Всесвітньої організації охорони здоров'я з боротьби проти тютюну, ймовірно намагаючись нав’язати меседжі тютюнової індустрії.
Геннадій Кривошея – влаштував законодавчий спам в сфері контролю над тютюном (є співавтором законопроєктів № 2430-1 № 2430-д, № 4507, № 8337, № 3788, № 9073-1), щоб відволікти від прийняття дійсно ефективних норм. Жоден із законопроєктів не розглянуто навіть у першому читанні.  А законопроєкт №4507 взагалі пропонував дозволити курити електронні сигарети у закладах ресторанного господарства. 
Володимир Гройсман «Золоте гальмо» отримав зокрема за те, що Кабінет Міністрів затвердив проєкт мирової угоди між "Філіп Морріс" та Україною, що передбачає скасування Державною фіскальною службою (ДФС) податкових повідомлень-рішень на загальну суму 635,3 млн гривень. 
Номінантами на антипремію «Золота коса» були: Козак Тарас, Козаченко Леонід, Козловський Григорій, Кобцев Михайло, Кривошея Геннадій, Кришин Олег, Курячий Максим, Масоріна Олена, Насіров Роман, Южаніна Ніна, Юринець Оксана. Кандидати на отримання «Золотого гальма»: Гройсман Володимир, Луценко Юрій, Ляпіна Ксенія, Нефьодов Максим.
Журі антипремії «Золота коса 2019»: 
- Марія Землянська, журналіст бюро журналістських розслідувань «Свідомо»;
- Сергій Миткалик, виконавчий директор ГО «Антикорупційний штаб»;
- Лілія Олефір, виконавча директорка ГО «Життя»;
- Максим Савчук, журналіст-розслідувач програми “Схеми” “Радіо Свобода”;
- Віталій Шабунін, голова громадської організації "Центр протидії корупції;
- Тарас Шевченко, директор Центру демократії та верховенства права.

Посилання на інфографіку із фактами, що свідчать про діяльність на користь тютюнової індустрії.

### Антипремія «Золота коса 2013»
13 березня 2014 р. відбулась церемонія відзнаки щорічною антипремією «Золота коса». Третій рік поспіль антипремію отримали народні депутати, представники органів виконавчої влади та експертного середовища, які протягом 2013 року демонстрували обстоювання комерційних інтересів виробників алкогольної продукції та тютюнових виробів всупереч інтересам громадського здоров’я.
За результатами експертних оцінок та голосування перший антиприз - «Золоту косу»  - отримав народний депутат, голова Комітету ВРУ з питань податкової та митної політики Віталій Хомутиннік. Друге місце та «Срібну косу» отримав народний депутат, голова підкомітету з питань оподаткування непрямими податками (крім акцизного податку) Комітету ВРУ з питань податкової та митної політики Сергій Терьохін. Головною «заслугою» призерів був саботаж пропозицій щодо підвищення тютюнових та алкогольних акцизів. «Бронзову косу» отримав народний депутат Лев Миримський, який намагався повернути тютюновий дим в ресторани та кафе. Також при складанні анти рейтингу «під прицілом» уваги громадськості були дії народних депутатів Є. Гєллєра, А. Сенченка та О. Кужель.
Спеціальний приз антипремії - «Золоте гальмо» - щорічно присуджується представнику державної влади України. Цього разу «Золоте гальмо» отримав екс-голова Міністерства доходів і зборів України Олександр Клименко. У 2013 р. він неодноразово виступав за ніби «збалансовану» політику у сфері акцизного оподаткування, що в реальності виявлялося гальмуванням будь-якого збільшення реальної ціни на тютюнові вироби.

### Антипремія «Золота коса 2012»
Всесвітня організація охорони здоров'я оголосила 2012 рік роком протидії втручанню тютюнової індустрії в державну політику у сфері громадського здоров'я.
2012 рік видався роком перемог інтересів громадського здоров'я над комерційними інтересами тютюнової індустрії, більшість лобістських дій якої були невдалими. Натомість алкогольне лобі почувалося достатньо спокійно та впевнено, оскільки жодних законодавчих регулювань у 2012 році в цій сфері не сталося. Тому громадськість оцінювала перш за все лобістські дії у сфері контролю над тютюном.
За результатами моніторингу та рейтингу експертів антипремії, у першу трійку анти лідерів увійшли народні депутати — Артем Синиця, Олег Надоша і традиційно Тарас Чорновіл. Відповідно, їх відзначили символічними «Золотою», «Срібною» та «Бронзовими» косами.
Громадськість також відзначила діяльність Анатолія Кінаха, народного депутата, Президента Українського союзу промисловців та підприємців, який посів 4-те місце у рейтингу, як таку, що свідчить про обстоювання комерційних інтересів тютюнових компаній.
Спеціальний приз «Золоте гальмо» дістався Міністерству економічного розвитку та торгівлі, а саме — Урядовому уповноваженому з питань європейської інтеграції Валерію Пятницькому за лобістські дії від імені уряду на міжнародній арені.

### Антипремія «Золота коса 2011»
У 2011 році вперше в Україні ті, хто тривалий час відстоював комерційні інтереси виробників алкоголю і тютюну, всупереч інтересам громадського здоров'я отримали свою відзнаку.
За результатами рейтингу експертів, найбільш дієвим лобістом тютюнової та алкогольної індустрії став народний депутат Тарас Чорновіл, який і отримав «Золоту косу», після нього своє місце у рейтингу посіли народні депутати Анатолій Кінах («Срібна коса») та Сергій Терьохін («Бронзова коса»). До п'ятірки тютюнових та алкогольних лобістів також народні депутати Олена Бондаренко та Сергій Шевчук.
Спеціальний приз «Золоте гальмо» дістався Прем'єр-міністру України Миколі Азарову як спеціальна відзнака від Коаліції громадських організацій «За вільну від тютюнового диму Україну».